# Albert Baró
Albert Baró i Coll (Sant Esteve de Palautordera, 29 aprile 1996) è un attore spagnolo.

## Biografia
È conosciuto per aver recitato nel film Los Niños Salvajes  e nelle serie Merlí e Argentina, tierra de amor y venganza.

## Filmografia parziale

### Televisione
- Suspicious Minds (Ladrones: La tiara de santa Águeda) – serie TV, 6 episodi (2025)

## Doppiatori italiani
Nelle versioni in italiano delle opere in cui ha recitato, Albert Baró è stato doppiata da:
- Stefano Sperduti in Suspicious Minds